# Karl Esmarch
Karl Bernhard Hieronymus Esmarch, Pseudonym Karl von Alsen (* 3. Dezember 1824 in Sonderburg; † 22. Januar 1887 in Prag), war ein deutscher Jurist und Professor an den Universitäten Krakau und Prag.

## Leben und berufliche Tätigkeit
Esmarch stammte aus einer alten schleswig-holsteinischen Pastoren- und Juristenfamilie und wurde als Sohn des späteren Abgeordneten zur Schleswigschen Ständeversammlung und der Frankfurter Nationalversammlung Heinrich Carl Esmarch und dessen Frau in Sonderburg im Herzogtum Schleswig geboren; seine jüngere Schwester war die spätere Malerin Marie von Wartenberg.
Nach dem Schulbesuch, zunächst auf der Domschule Schleswig und dann bis Ostern 1843 auf dem Katharineum zu Lübeck, studierte Esmarch Rechtswissenschaften an der Universität Bonn sowie an der Universität Heidelberg. Während seiner Studentenzeit wurde er in mehreren Burschenschaften aktiv, 1844 in der Burschenschaft Walhalla Heidelberg, 1845 in der Burschenschaft Albingia Heidelberg, der Burschenschaft Albertina Kiel und in der Alten Berliner Burschenschaft Germania.
Im Jahr 1845 kam er zurück nach Schleswig-Holstein und legte dort am Obergericht sein Examen ab, das er mit Auszeichnung bestand.
Nach Beendigung seiner Promotion meldete er sich freiwillig zur Armee, um die Schleswig-Holsteinische Erhebung im Kampf gegen Dänemark zu unterstützen.
Nach dem Sieg Dänemarks musste Esmarch Schleswig-Holstein verlassen und habilitierte sich in Göttingen als Privatdozent mit der Schrift: "Inter moram solvendi et culpam a debitore praestandam, quae sit differentia".
Im Jahr 1854 erhielt Esmarch schließlich einen Ruf an die Universität Krakau und wurde 1855 zum ordentlichen Professor des römischen Rechts ernannt. Ab 1857 lehrte er in Prag.